# Palazzo Spada
O Palazzo Spada é um palácio em Roma, onde está actualmente instalado o Conselho de Estado, albergando uma grande colecção de arte, a Galeria Spada. Encontra-se no nº 13 da Piazza Capo di Ferro, uma pequena praceta do Rione Regola, no percurso que, da Piazza Farnese, conduz à Via Arenula, com um jardim frente ao rio Tibre, muito próximo do Palazzo Farnese. É famoso pela sua fachada e pela perspectiva deixada por Francesco Borromini.

## História
O Palazzo Spada foi originalmente construído, em 1540, para o cardeal Girolamo Capodiferro (1501–1559). O arquitecto foi Bartolomeo Baronino, de Casale Monferrato, tendo Giulio Mazzoni, com uma equipa, criado os sumptuosos estuques, tanto do interior como do exterior. 

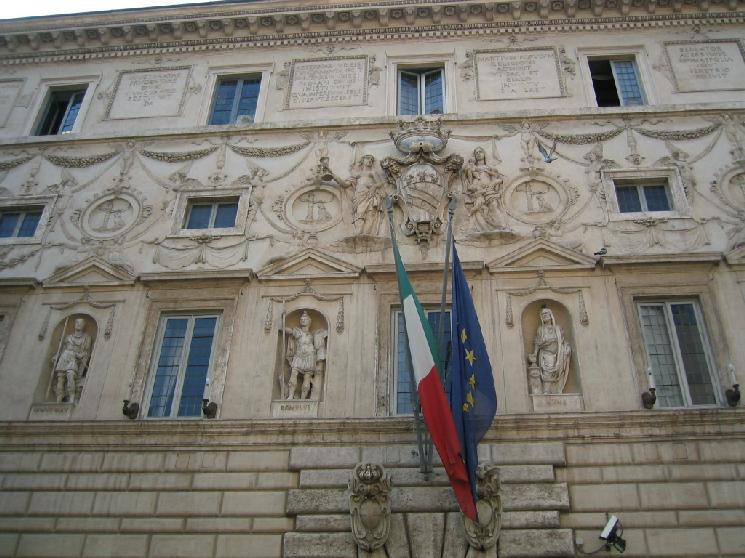
Vista parcial da fachada.

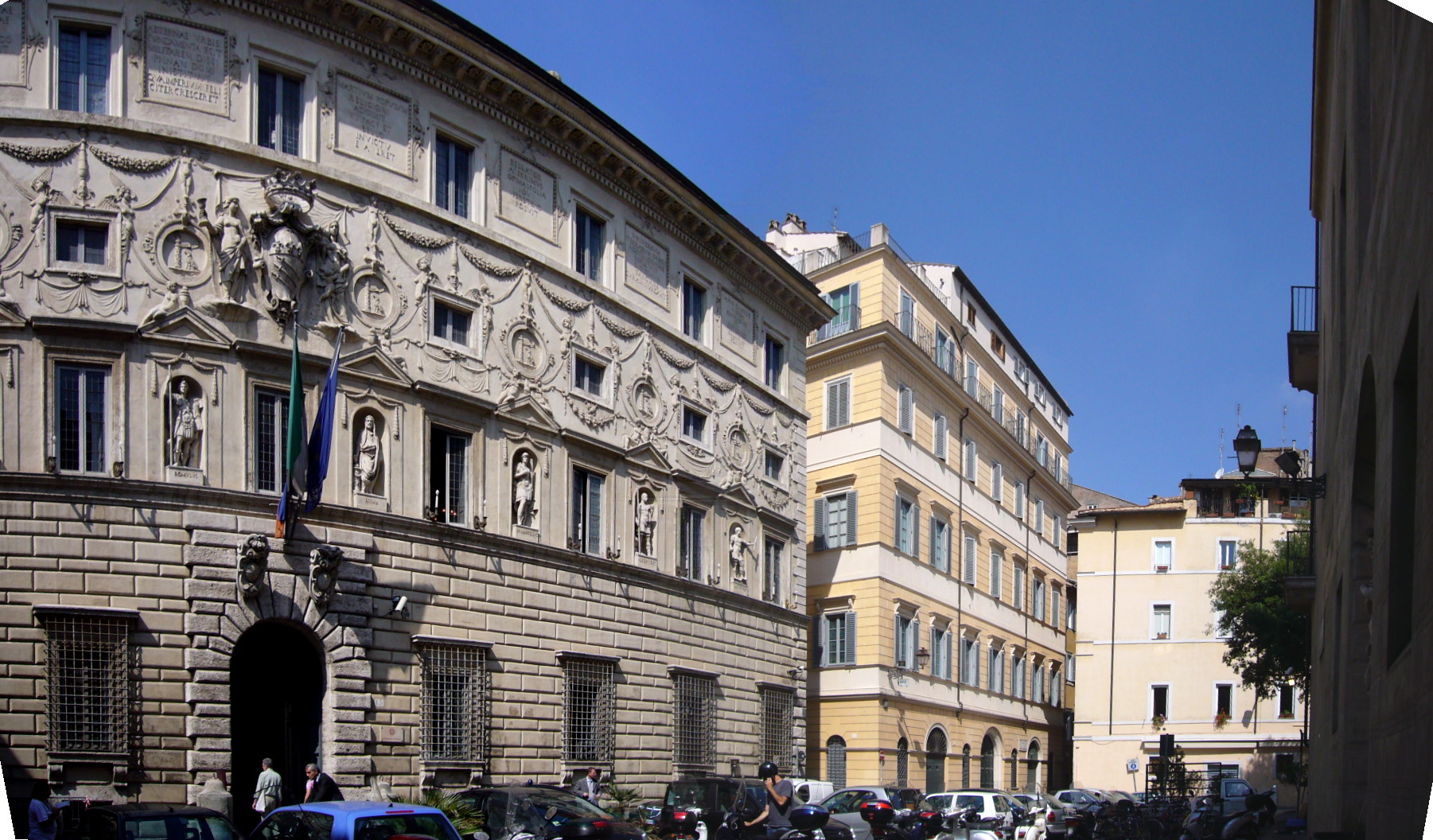
Vista parcial da Piazza Capodiferro com o Palazzo Spada à esquerda.

O palácio foi comprado pelo cardeal Bernardino Spada em 1632. Spada encarregou, então, Francesco Borromini de modificá-lo de acordo com os novos gostos. Borromini criou, entre outras, uma obra-prima em trompe-l'oeil. A falsa perspectiva, localizada no pátio, a chamada Perspectiva de Borromini.
A decoração escultórica da fachada do palácio e do pátio, estucada em estilo maneirista, com esculturas dentro de nichos circundados por grinaldas de flores e fruta, grotescos e cenas de significado simbólico, em baixo relevo, entre as pequenas janelas do mezzanino, fazem dela a mais rica fachada do cinquecento em Roma. As estátuas do primeiro andar representam Trajano, Pompeu, Fabius Maximus, Rómulo, Numa Pompílio, Marco Cláudio Marcelo, Júlio César e Augusto. As suas "façanhas" são narradas em oito grandes quadrados que se alternam com as janelas do último piso.
No pátio estão colocadas estátuas de Hércules, Marte, Vénus, Juno, Júpiter, Proserpina, Minerva, Mercúrio, Anfitrite, Neptuno e Plutão.

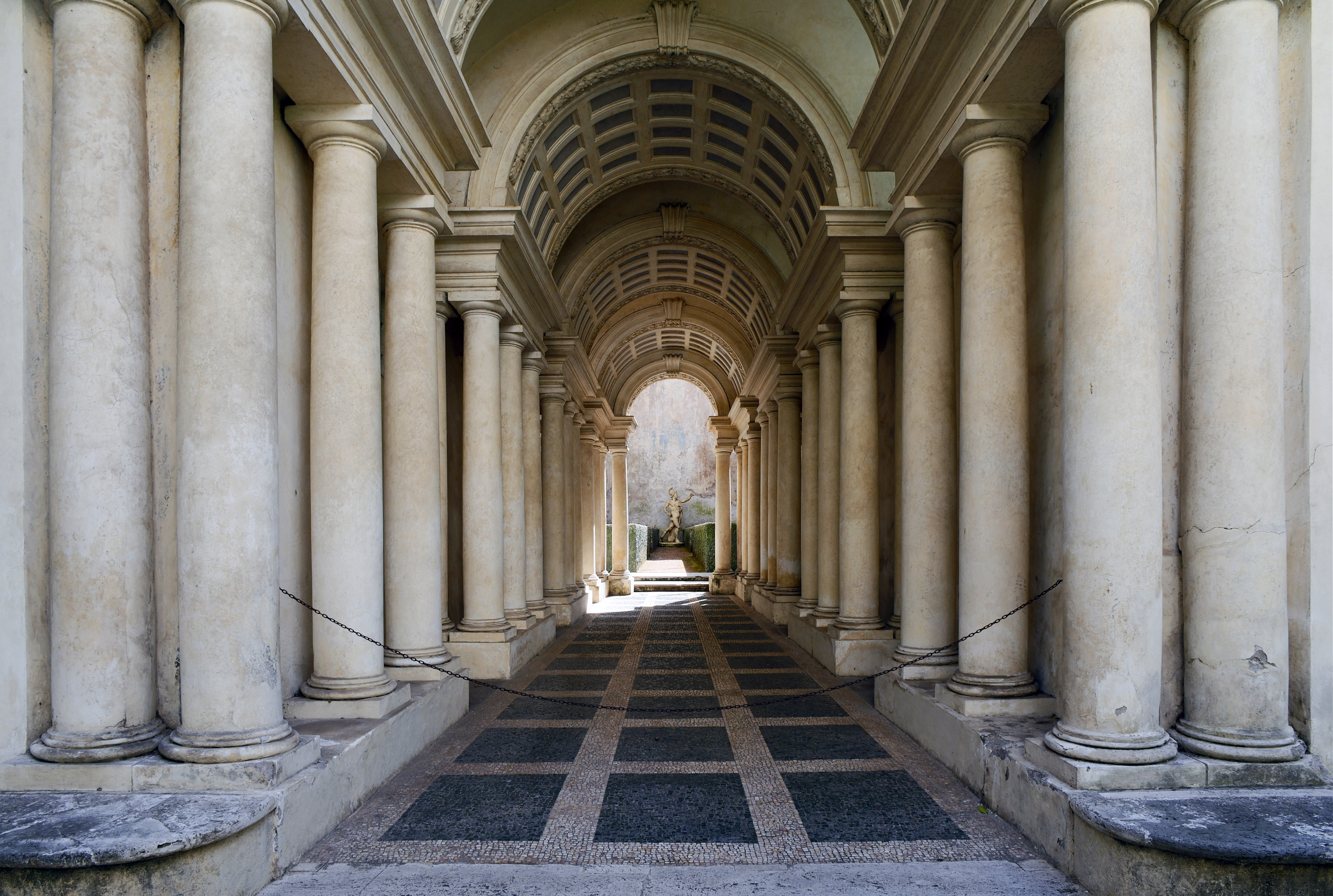
A Perspectiva de Borromini.

O palácio também hospeda uma colossal estátua de Pompeu, que se pensa ser aquela a cujos pés caíu Júlio César. Esta estátua foi encontrada sob a parede que dividia duas casas romanas, em 1552: deveria ser decapitada para satisfazer as pretensões de ambas as famílias, as quais apelaram ao Cardeal Capodiferro que interviesse a favor da escultura junto do papa Júlio III, que a comprou, doando-a ao cardeal Capodiferro.

## A Galleria Spada
A Galleria Spada exibe, em quatro salas, pinturas da colecção do cardeal Spada. As obras, do século XVI e século XVII, são criações de Andrea del Sarto, Guido Reni, Tiziano, Jan Brueghel, o Velho, Guercino, Rubens, Albrecht Dürer, Caravaggio, Domenichino, Annibale Carracci, Salvator Rosa, Parmigianino, Francesco Solimena e Artemisia Gentileschi. Os quadros estão expostos de acordo com o gosto do século XVII, moldura contra moldura, com os quadros mais pequenos ao alto, sobre os maiores.
O Palazzo Spada foi adquirido, com todos os mobiliários e a galeria, pelo Estado Italiano, em 1927, hospedando actualmente o Conselho de Estado.